# 祖奧·保羅·法比奧
祖奧·保羅·法比奧（João Paulo Fabio，1979年2月10日—）巴西意大利雙國籍後衛，效力K聯賽球會釜山I'Park，他擁有意大利護照。